# Czawycza
Czawycza (Oncorhynchus tshawytscha) – gatunek morskiej ryby z rodziny łososiowatych (Salmonidae). Największy przedstawiciel rodzaju Oncorhynchus.
W Rosji nazywana carycą łososiowatych, w Ameryce Północnej nazywana king salmon – łosoś królewski. 

## Występowanie
Ryba dwuśrodowiskowa. Występuje w zlewiskach północnego Oceanu Spokojnego, na Oceanie Arktycznym, Morzu Ochockim, na wybrzeżach Kuryli i Aleutów oraz w zatoce Alaska, czasami również u wybrzeży San Diego. Po azjatyckiej stronie Pacyfiku liczebność jest mniejsza. Słynie z pokonywania dużych odległości z morza w górę rzek w celu odbycia tarła. Popularna na Kamczatce, w północno-zachodniej Kanadzie obserwowana w jeziorze Bennett – ponad 3000 km od ujścia rzeki Jukon.
W 1989 w Polsce podjęto nieudaną próbę introdukcji tego gatunku.

## Opis
Czawycza tak jak pozostałe z rodziny z  Salmonidae, ma wydłużone, dobrze umięśnione ciało, lekko spłaszczone po bokach. Przeciętne wymiary wynoszą 70–90 cm, ale osiąga długość do 150 cm, natomiast ciężar 15-20 kg przy maksymalnej masie ciała 61,4 kg. Czawycze przebywające w morzu mają ubarwienie srebrne z ciemnozielonym grzbietem. W okresie godowym, gdy wstępują do rzek ich skóra ciemnieje do koloru oliwkowobrązowego, czerwonego lub purpurowego – zwłaszcza u samców. Posiada także dobrze rozwiniętą linię naboczną.
Płetwa tłuszczowa jest  umiejscowiona na grzbiecie za płetwą grzbietową. Płetwy piersiowe znajdują się poniżej głowy. Płetwę brzuszną  charakteryzuje  poprzedzający fałd mięso-skórny. W dużym otworze gębowym zęby są osadzone na szczękach oraz na podniebieniu, natomiast dziąsła są czarne.

## Odżywianie
Młode żywią się larwami owadów, a dorosłe bezkręgowcami i rybami.

## Rozród

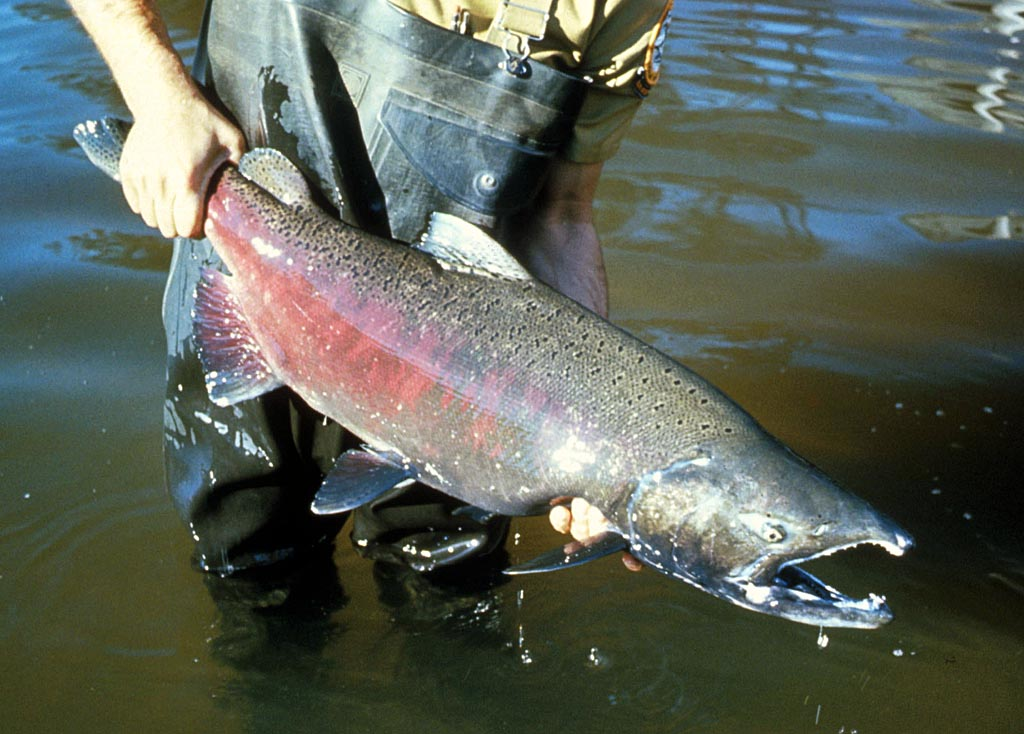
Czawycza

Tarło odbywa się w górnym biegu rzek. Młode pozostają w wodach słodkich od trzech miesięcy do roku, rzadziej do trzech lat, po czym spływają do morza. Rozród odbywa się w ciągu całego roku – głównie od wiosny do lata. Czawycza podczas godów traci mniej tłuszczu niż pozostałe gatunki. Wędrówka narybku trwa 1–2 lata. Istnieją również formy rzeczno-jeziorne o mniejszych rozmiarach. Pod względem zachowania można wyróżnić dwie formy: typ potokowy i typ oceaniczny. Pierwszy z nich, typowy dla populacji Azji, zostaje na rok lub dłużej w wodzie słodkiej zanim wyruszy do morza. Wraca do rzeki na wiosnę lub latem. Część męskiego narybku typu potokowego nigdy wypływa do wód morskich. Natomiast typ oceaniczny jest charakterystyczny dla południowego wybrzeża Ameryki Północnej. Typ ten wypływa do morza zwykle w 3 miesiącu życia. Do rzeki wraca na jesień. Podczas wędrówki ryba znajduje drogę posługując się kątem podania światła,  kierunkiem pływów morskich, węchem, a także światłem spolaryzowanym.

## Znaczenie w ochronie środowiska
W amerykańskiej ustawie o zagrożonych gatunkach Endangered Species Act nadany jej został status "zagrożony". Zmniejszająca się populacja łososia, wpływa negatywnie na populacje orek, dla których łosoś stanowi podstawę pożywienia. 
W roku 1989 została podjęta introdukcja czawyczy w śródlądowych wodach Polski, zakończona niepowodzeniem. 

## Znaczenie gospodarcze
Poławiane są na dużą skalę w celach konsumpcyjnych ze względu na ich wartościowy kawior i niezwykłe walory smakowe mięsa. Odgrywają dużą rolę w gospodarce Alaski, gdzie są łowione i następnie eksportowane w postaci konserw. W akwakulturach hodowane są głównie w Nowej Zelandii. Największymi importerami są Japonia i inne kraje zachodniej części Oceanu Spokojnego. 

## Aktualne kierunki badań naukowych
Czawycza jest rybą dwuśrodowiskową, dlatego też jest doskonałym obiektem badań dotyczących wędrówek i rozrodu. Jest również badana pod kątem wpływu substancji chemicznych na ten gatunek tj. diazinon powodujący zaburzenia w zachowaniach służących obronie oraz w zakresie genetyki.